# Moulin à vent de la Croix
Le moulin à vent de la Croix, bâti au XIXe siècle, est situé à Saint-Thomas-de-Conac, en France. L'immeuble a été inscrit au titre des monuments historiques en 1996.

## Histoire
L'immeuble est inscrit au titre des monuments historiques par arrêté du 28 octobre 1996.